# マルティン・ヴェゲリウス
マルティン・ヴェゲリウス（Martin Wegelius 1846年11月10日 - 1906年3月22日）は、フィンランドの作曲家、音楽学者。現在はシベリウス音楽院として知られるヘルシンキ音楽院を1882年に創設したことでその名前が記憶されている。

## 生涯
ヴェゲリウスはライプツィヒ、ウィーン、ミュンヘンで学んだ。作曲家としてのキャリアを目指そうとしており、いくつかの管弦楽曲、多数の室内楽曲、歌曲を作曲した。特にワーグナーを称賛していたが、作曲様式は主としてロマン派のそれであった。音楽院の立ち上げ後は作曲に割ける時間はわずかしかなくなり、教育のみに集中していったようである。彼の音楽院の最も著名な卒業生はジャン・シベリウスである。
北欧諸国初となるプロの交響楽団であるヘルシンキ・フィルハーモニー管弦楽団の創設者であり、同時代を生きたライバルのロベルト・カヤヌスとはしばしば比較されている。
1906年に永眠、ヘルシンキのヒエタニエミ墓地に埋葬された。